# Касымбеков, Орман
Орман Касымбеков (1882, аул Уюк, Аулиеатинский уезд, Сырдарьинская область, Туркестанский край, Российская империя — 1976, Джамбулская область, Казахская ССР) — старший чабан колхоза имени Амангельды Таласского района Джамбулской области, Казахская ССР. Герой Социалистического Труда (1948).

## Биография
Родился в 1882 году в крестьянской семье в ауле Уюк Аулеаатинского уезда. Происходит из племени ысты. С раннего возраста трудился в сельском хозяйстве. С 1929 году трудился чабаном, старшим чабаном в колхозе имени Амангельды (позднее — совхоз «Уюк») Таласского района.
В 1947 году вырастил 542 ягнёнка от 403 курдючных овцематок. Средний вес ягнёнка к отбивке составил 40 килограммов. Указом Президиума Верховного Совета СССР от 23 июля 1948 года удостоен звания Героя Социалистического Труда за «получение высокой продуктивности животноводства в 1947 году» с вручением ордена Ленина и золотой медали «Серп и Молот» (№ 2505).
В последующие годы продолжал показывать высокие трудовые результаты в овцеводстве. Передавал опыт молодым чабанам. Трудился в колхозе имени Амангельды, позднее преобразованном в совхоз «Уюк», до выхода на пенсию в 1960 году.
Проживал в Джамбулской области. Дата смерти не установлена.